# 小学二年生

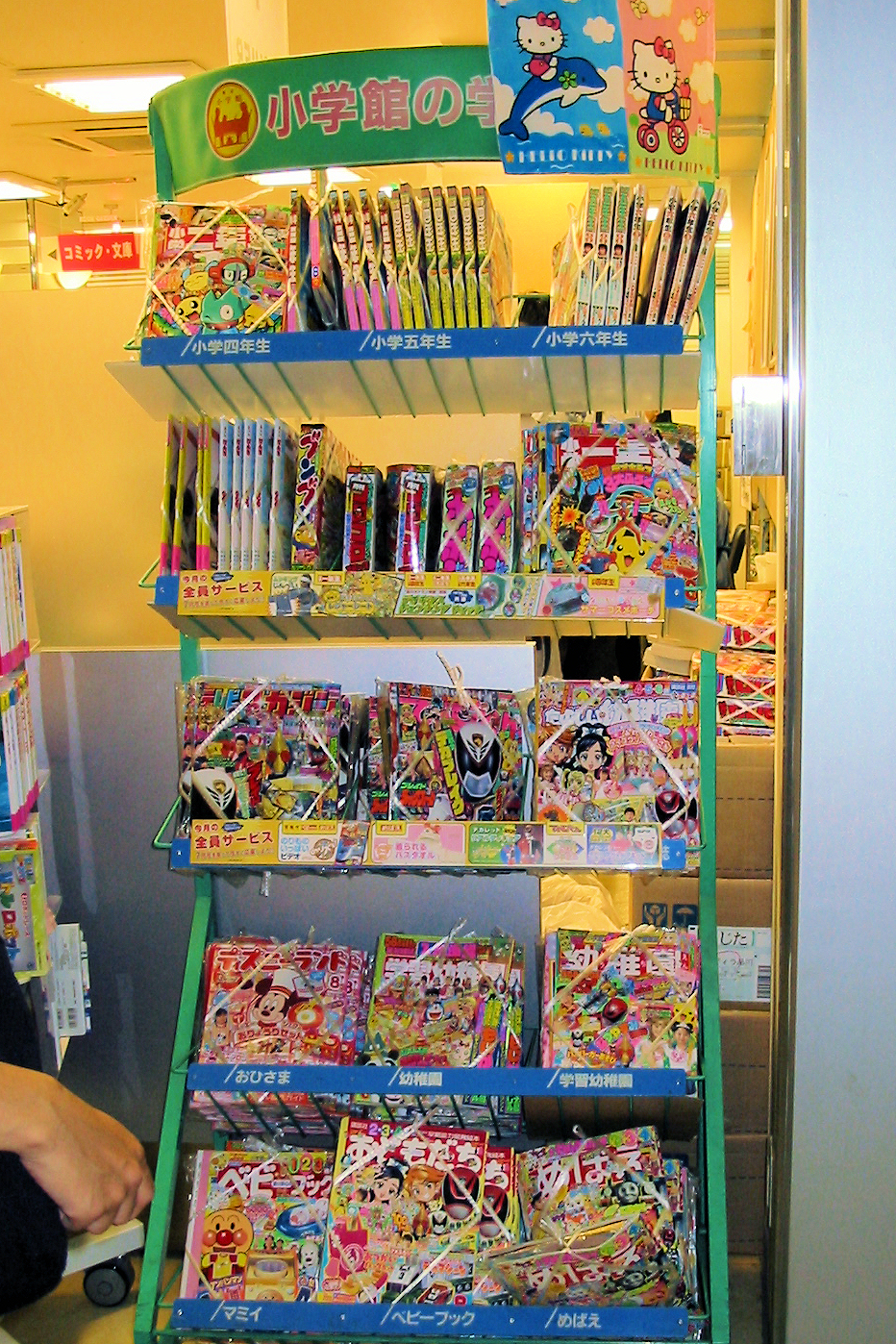
『小学二年生』が並ぶ売場（最上段の左端。2004年撮影）

『小学二年生』（しょうがくにねんせい）は、1925年（大正14年）に日本の出版社・小学館より創刊された、小学2年生を対象にする総合雑誌。

## 概要
姉妹誌に『小学一年生』と『学習幼稚園』が存在する。小学館が1922年より順次、創刊していた学年誌の一誌『セウガク二年生』として1925年に『セウガク一年生』『せうがく三年生』と共に創刊した。1941年度は戦時体制により雑誌名を『國民二年生』に、また1942年度から1945年度は姉妹誌の『一年生』『三年生』との統合誌『良い子の友』として刊行され、1946年度より再び『小学二年生』として復刊した。
2011年度までは、年度が変わると読者は自動的に1つ上の『小学三年生』（2012年3月号を以て休刊）に移っていたが小学二年生編集部の体制は繰り上がらず、次年度も同じ学年向け雑誌を編集していた。
学年誌は途中で読まなくなる読者が多いのに対して途中から学年誌を読むようになる読者は限られるため、発行部数は『一年生』に比べて少ない傾向にある。
1997年度から2009年度まで価格は500円台であったが、2010年度以降の価格は他の学年誌と共に680円と大幅に値上げされた。
その後、部数の低迷などから2016年12月発売の2017年2・3月合併号で休刊する事となった。残る掲載雑誌は『小学一年生』のみとなる。

## 来歴
- 1925年（大正14年） - 、『セウガク二年生』として『セウガク一年生』『せうがく三年生』と共に創刊。
- 1928年（昭和3年） - 学習雑誌のシンボルマークである「勉強マーク」（その後児童図書のシンボルマークに格上げ）制定。
- 1941年（昭和16年） - 小学校が国民学校と改称。同時に誌名を『國民二年生』に変更。
- 1942年（昭和17年） - 戦時統制により『一年生』『三年生』と統合され『良い子の友』となる。
- 1946年（昭和21年） - 再び『小学二年生』として復刊し『一年生』と『三年生』を分離。
- 2012年（平成24年） - 同年4月号より発売日が毎月3日から『一年生』と同じ毎月1日に変更される[2]。
- 2016年（平成28年） - 2017年2・3月合併号をもって休刊。残る看板雑誌は『小学一年生』のみになった。

## 過去の連載作品

### 1950年代-1960年代連載
- かわいいかっぱ子(清水崑)1957年4月号-9月号
- ロケットけんちゃん（藤子不二雄）1961年4月号 - 1962年3月号 ※藤本担当作
- すすめピロン（藤子不二雄）1962年4月号 ※『一年生』からの繰り上がり連載。藤本担当作
- ロケットGメン（藤子不二雄）1962年4月号 - 1963年3月号 ※藤本担当作
- すすめロボケット（藤子不二雄）1963年4月号 - 1965年8月号 ※藤本担当作
- とびだせミクロ（藤子不二雄）1964年4月号 - 1965年3月号 ※藤本単独作
- ロップくん（手塚治虫）1964年4月号 - 1966年3月号
- オバケのQ太郎（藤子不二雄）1965年1月号 - 1967年2月号 ※小二掲載版は藤本メインの合作
- ジャングル大帝（手塚治虫）1965年10月号 - 1966年12月号
  - ジャングル大帝 進めレオ!（手塚治虫）1967年1月号 - 4月号
- おそ松くん（赤塚不二夫）1966年4月号 - 12月号
- パーマン（藤子不二雄）1967年3月号 - 1968年8月号 ※藤本メインの合作
- ガムガムパンチ（手塚治虫）1967年5月号 - 1970年3月号
- キカンポ元ちゃん（赤塚不二夫）1967年1月号 - 1968年3月号
- ウメ星デンカ（藤子不二雄）1968年9月号 - 1970年3月号 ※藤本単独作
- パアスケくん（赤塚不二夫）1968年11月号 - 1969年3月号
- 冒険ルビ（手塚治虫）1969年4月号 - 1970年7月号
- もーれつア太郎（赤塚不二夫）1969年4月号 - 1971年11月号
- サザエさん（エイケン 原作：長谷川町子）1969年12月号 - 1976年7月号
- いなかっぺ大将（川崎のぼる）1969年12月号 - 1972年9月号

### 1970年代連載
- ドラえもん（藤子不二雄）1970年1月号 - 1987年5月号 ※藤本単独作。
- ひみつのアッコちゃん（赤塚不二夫）1970年4月号 - 11月号
- やじうまマーチ（手塚治虫）1970年9月号 - 1971年3月号
- 新オバケのQ太郎（藤子不二雄）1971年4月号 - 1973年2月号 ※藤本メインの合作
- ふしぎなメルモ（馬場秀夫 原作：手塚治虫）1971年10月号 - 1972年4月号
- ジャングル黒べえ（藤子不二雄）1973年3月号 - 1974年1月号 ※藤本単独作
- パン太くん（松山しげる 原作：藤子不二雄）1973年4月号 ※『一年生』からの繰り上がり連載。原作担当は藤本
- おんぶおばけ（横山隆一）1973年4月号 - 1974年3月号
- ワンサくん（池原成利 原作：手塚治虫）1973年5月号 - 9月号
- がんばれ!タコ坊（古谷三敏）1973年12月号 - 1975年3月号
- バケルくん（藤子不二雄）1974年2月号 - 1975年3月号 ※藤本単独作
- てんとう虫の歌（川崎のぼる）1974年2月号 - 1976年9月号
- はじめ人間ギャートルズ（園山俊二）1974年11月号 - 1976年3月号
- バウバウ大臣（藤子不二雄）1976年6月号 - 12月号 ※藤本単独作
- わんぱくブンブン（吉沢やすみ）1976年12月号 - 1977年3月号
- パンク・ポンク（たちいりハルコ）1977年4月号 - 1983年3月号
- 金ちゃん（吉沢やすみ）1977年4月号 - 1978年3月号
- うちの大将（吉沢やすみ）1978年4月号 - 12月号
- 名たんていカゲマン（山根あおおに）1978年4月号 - 1980年3月号。、1982年10月号-1984年3月号
- あさりちゃん（室山まゆみ）1978年8月号 - 2014年3月号 ※中断時期あり
- まめたん（赤塚不二夫）1979年4月号 - 8月号

### 1980年代連載
- 鉄腕アトム（手塚治虫）1980年9月号 - 1981年12月号
- 怪物くん　(藤子不二雄→田中道明 原作：藤子不二雄）1980年6月号 - 1982年9月号 ※安孫子単独作
- 忍者ハットリくん（風田朗→さいとうはるお 原作：藤子不二雄）1982年4月号 - 1984年5月号 ※安孫子単独作
- ゲームセンターあらし(すがやみつる)1982年4月号-1983年3月号
- 新名たんていカゲマン（山根あおおに）1984年4月号 - 1985年3月号
- Mr.ペンペン（室山まゆみ）1983年9月号 - 1986年9月号・1987年1月号
- のんきくん(方倉陽二)1984年12月号-1988年10月号
- つぼみちゃん（土田よしこ）1985年4月号 - 1987年3月号
- サッカーボーイけん（吉沢やすみ）1985年8月号 - 1986年3月号
- つるピカハゲ丸（のむらしんぼ）1986年10月号 - 1992年11月号
- 悪魔タッチでみ・る・く(奥村真理子)1987年6月号-1988年2月号
- 新キテレツ大百科（田中道明 原作：藤子・F・不二雄）1988年5月号 - 1989年3月号

### 1990年代連載
- ウルトラ怪獣かっとび!ランド(玉井たけし)1990年11月号-1993年1月号
- スーパーマリオくん（嵩瀬ひろし）1991年4月号 - 1998年3月号
- 仮面ライダーSD 爆走笑学校（玉井たけし）1992年5月号 - 1993年3月号
- 星のカービィ（さくま良子）1993年4月号 - 2008年3月号
- ゆめ色ふあんた（マヤよーこ）1995年2月号 - 3月号
- アルカードくん（Moo.念平）1995年4月号 - 1997年3月号
- モジャ公（Moo.念平 原作：藤子・F・不二雄）1995年12月号 - 1997年3月号
- どんと カワルくん（のむらしんぼ）1996年4月号 - 1997年3月号
- とっても!ぷよぷよ（たちばな真未）1996年4月号 - 1998年9月号
- 1・2のダジャルくん（のむらしんぼ）1997年4月号 - 1998年3月号
- ポケモン4コマ大百科（やましたたかひろ）1997年7月号 - 不明 ※中断時期あり
- ポケモンゲットだぜ!（あさだみほ）1998年4月号 - 2002年3月号
- とっとこハム太郎（河井リツ子）1998年6月号 - 2002年4月号・9月号
- ふしぎのチョコボ（たちばな真未）1998年11月号 - 2000年2月号

### 2000年代連載
- 探偵少年カゲマン（玉井たけし）2001年4月号 - 2002年3月号
- とっても!ミニモニ。（こやまゆき）2001年4月号 - 2004年6月号
- バトルストーリー ロックマンエグゼ（あさだみほ、シナリオ：けいじま潤）2002年4月号 - 2003年3月号
- トキメキW!（森江真子）2004年8月号 - 2005年3月号
- ふわふわ♥シナモン（つきりのゆみ ストーリー：関千里）2004年11月号 - 2007年12月号
- どうぶつの森 ホヒンダ村だより（あべさより）2006年4月号 - 2008年3月号
- GoGo!たまたま♪たまごっち（ヤスコーン）2006年4月号 - 不明
- ぜんまいざむらい（あさだみほ 原作：m&k）2006年4月号 - 2007年3月号
- きらりん☆レボリューション（池田多恵子 原作：中原杏）2006年4月号 - 2009年3月号
- ゴールゲッター勇斗（こしたてつひろ）2007年4月号 - 2008年3月号
- はっぴーカッピ（キャンディぐみ+SunCarat）2007年9月号 - 不明
- マリン☆マリン（さくま良子）2008年4月号 - 2009年3月号
- レイトン教授とユカイな事件（桜ナオキ）2008年4月号 - 2009年3月号
- ジュエルペットシリーズ（森江真子）2009年4月号 - 不明
- リルぷりっ（陣名まい→たちばな真未）2009年10月号 - 2011年3月号

### 2010年代連載
- はなかっぱ（あべさより 原作：あきやまただし）
- ポケモンバトルストーリーズ（あさだみほ）2011年4月号 - 2012年3月号
- イナズマイレブンGO（こしたてつひろ）
- 怪盗!ポケモンV（あさだみほ）2012年4月号 - 2013年3月号
- ショボリン（サトシン&OTTO 絵：まつむらまい）
- まんがで読む名作図書館（そにしけんじ）
- マンガ ドラゴンコレクション（にしもとひろあき）2015年3月号 - 2015年4月号
- イラストストーリー 妖怪ウォッチ（あさだみほ、文：福田幸江）2014年4月号 - 2017年2・3月合併号（最終号）

## 発行部数
日本雑誌協会のデータによる各誌ごとの月平均発行部数推移は以下の通り（この場合の「年度」とは前年の10月からその年の9月までの期間についてである）。
- 2006年度 - 23.0万部
- 2007年度 - 20.9万部
- 2008年度 - 16.7万部
- 2009年度 - 12.4万部
- 2010年度 - 10.4万部
- 2011年度 -  7.7万部
- 2013年度 -  6.6万部
- 2015年度 -  7.7万部

|                    | 1 - 3月    | 4 - 6月    | 7 - 9月    | 10 - 12月  |
| ------------------ | ---------- | ---------- | ---------- | ---------- |
| 2008年（平成20年） |            | 188,333 部 | 122,667 部 | 106,250 部 |
| 2009年（平成21年） | 155,000 部 | 128,334 部 | 123,334 部 | 106,250 部 |
| 2010年（平成22年） | 197,500 部 | 106,000 部 | 81,667 部  | 70,250 部  |
| 2011年（平成23年） | 95,000 部  | 81,667 部  | 70,667 部  | 61,250 部  |
| 2012年（平成24年） | 100,000 部 | 75,000 部  | 63,000 部  | 56,500 部  |
| 2013年（平成25年） | 86,500 部  | 71,667 部  | 59,334 部  | 50,500 部  |
| 2014年（平成26年） | 86,500 部  | 70,000 部  | 71,000 部  | 61,500 部  |
| 2015年（平成27年） | 93,000 部  | 89,334 部  | 74,667 部  | 62,500 部  |
| 2016年（平成28年） | 78,500 部  | 77,500 部  | 68,333 部  | （休刊）   |